# Спаське сільське поселення (Томський район)
Спа́ське сільське поселення (рос. Спасское сельское поселение) — сільське поселення у складі Томського району Томської області Росії.
Адміністративний центр — село Батурино.
Населення сільського поселення становить 2839 осіб (2019; 2735 у 2010, 2831 у 2002).
Станом на 2002 рік усі населені пункти перебували у складі Зональненської сільської ради.

## Склад
До складу сільського поселення входять:
| Населений пункт     | Населення, осіб (2002) | Населення, осіб (2010) |
| ------------------- | ---------------------- | ---------------------- |
| Батурино, село      | 945                    | 975                    |
| Вершинино, село     | 651                    | 637                    |
| Казанка, присілок   | 69                     | 51                     |
| Коларово, село      | 333                    | 329                    |
| Синій Утьос, селище | 511                    | 474                    |
| Яр, село            | 322                    | 269                    |